# North Shore, Virginia
North Shore är en ort i Franklin County i delstaten Virginia, USA.